# Teltix
Teltix ist das erste mobile Ticketingsystem im Regelbetrieb im deutschen öffentlichen Personennahverkehr. Es wurde im Jahr 2003 eingeführt. Das gleichnamige Unternehmen wurde von Tanja Bach, Jochen Baumeister und Ingo Dahm gegründet.

## Funktion
Der Fahrscheinkauf erfolgt beim Teltixsystem durch einen Anruf mit dem Mobiltelefon, der durch eine automatische Ansage („Gute Fahrt“) bestätigt wird. Jeder Stadt ist eine eigene gebührenfreie Telefonnummer zugewiesen. Bei jedem Anruf wird ein Einzelfahrschein für das jeweilige Stadtgebiet ausgestellt. Der Fahrgast erhält eine Bestätigung in Form einer SMS. In der SMS ist ein Code als Referenz auf einen Datenbankeintrag eingetragen. Mit diesem Code kann der Kontrolleur die Echtheit überprüfen. Das System ist mit einer Best-Preis-Berechnung kombiniert, um auch Tagestickets und Wochentickets erwerben zu können.
Zur Nutzung des Systems ist eine Anmeldung mit der Anlage eines Guthabenkontos erforderlich.

## Geschichte
Das Teltix-System basiert auf einem Patent von Jochen Baumeister aus dem Jahr 2001. Zunächst startete das Gründungsprojekt unter dem Namen Tel-a-Ticket in Dortmund. Innerhalb des Gründungswettbewerbs Start2Grow fanden die Gründerteams von Tel-a-Ticket (Tanja Bach, Jochen Baumeister) und SMS-Ticket (Ingo Dahm) zusammen und gründeten im Jahr 2002 die Teltix GmbH.
Im Januar 2003 startete das System innerhalb eines Pilotversuchs mit den Stadtwerken Osnabrück. Nach einer fünfmonatigen Pilotphase wurde es im Juli 2003 in den Regelbetrieb in Osnabrück überführt.
Ende 2003 führten die Stadtwerke Bonn das Teltix-System unter dem Namen Handyticket ein.
Ab Februar 2004 kooperierte Teltix mit T-Mobile, sodass der Fahrscheinkauf auch über das T-Zones-WAP-Portal aufgerufen werden konnte. Im Juli desselben Jahres startete das Ticketingsystem mit dem Verkauf von Museumstickets in der Bundeskunsthalle in Bonn. Seit November 2004 konnten Fahrgäste der Kölner Verkehrsbetriebe das Teltixsystem nutzen.
Im Februar 2006 wurde das Teltix System von den beiden Mitbewerbern xsmart und mobile-city GmbH übernommen und in myHandyTicket umbenannt.